# Jacques Lenfant
Jacques Lenfant [žak lanfan] (13. dubna 1661, Bazoches – 7. srpna 1728, Berlín) byl francouzský protestantský duchovní, teolog, historik a spisovatel, působící v německých zemích.
Od roku 1689 do smrti působil jako kazatel francouzského sboru v Berlíně.
Ve svém díle se věnoval mj. osobě Jana Husa a dějinám husitství, a to zejména ve spisech Histoire du Concile de Constance (1714) a Histoire de la guerre des Hussites et du concile de Basle (1731).